# My Heart Will Go On
"My Heart Will Go On" er titelmelodien til blockbuster-filmen "Titanic" fra 1997. Musikken var lavet af James Horner, lyrikken skrevet af Will Jennings og produceret af Simon Franglen, Jamens Horner og Walter Adanasieff, og den blev indspillet af Céline Dion. Oprindeligt blev den udgivet i 1997 på Titanic-soundtracket og på Dions album Let's Talk About Love. Sangen gik nummer et i det meste af verden, heriblandt USA, Irland, Storbritannien og Australien. "My Heart Wil Go On" blev udgivet i Australien og Tyskland den 8. december 1997 og i resten af verden i januar og februar 1998. Det blev Dions største hit og en af de bedst sælgende singler nogensinde, og var verdens bedst sælgende single i 1998.

## Hitlister og certifikationer
| Hitlister (1997)                | Højeste placering |
| ------------------------------- | ----------------- |
| Australien (ARIA Charts)        | 1                 |
| Tyskland (Media Control Charts) | 1                 |

| Hitlister (1998)                               | Højeste placering |
| ---------------------------------------------- | ----------------- |
| Østrig (Ö3 Austria Top 40)                     | 1                 |
| Belgien Fladeren(Ultratop)                     | 1                 |
| Belgien Vallonien (Ultratop)                   | 1                 |
| Canada (Canadian BDS Airplay Chart)            | 1                 |
| Canada (Canadian BDS Adult Contemporary Chart) | 1                 |
| Canada (Canadian RPM Top Singles)              | 1                 |
| Canada (Canadian RPM Adult Contemporary)       | 1                 |
| Danmark (Tracklisten)                          | 1                 |
| Holland (Dutch Top 40)                         | 1                 |
| Europa (European Hot 100)                      | 1                 |
| Finland                                        | 1                 |
| Frankrig (SNLP                                 | 1                 |
| Grækenland (IFPI)                              | 1                 |
| Irland (Irish Singles Chart)                   | 1                 |
| Italien (FIMI)                                 | 1                 |
| Japan (Oricon)                                 | 1                 |
| New Zealand (RIANZ)                            | 2                 |
| Norge (VG-lista)                               | 1                 |
| Spanien (Productores de Música de España)      | 1                 |
| Sverige (Sverigetopplistan)                    | 1                 |
| Schweiz                                        | 1                 |
| Storbritannien (UK Singles Chart)              | 1                 |
| USA (Billboard Hot 100)                        | 1                 |
| USA (Billboard Hot Adult Contemporary Tracks)  | 1                 |
| USA (Billboard Hot Adult Top 40 Tracks)        | 3                 |
| USA (Billboard Hot Latin Tracks)               | 1                 |
| USA (Billboard Latin Tropical Airplay)         | 2                 |
| USA (Billboard Rhythmic Top 40)                | 3                 |
| USA (Billboard Top 40 Mainstream)              | 1                 |

| Hitliste (1998)        | Placering |
| ---------------------- | --------- |
| Australien (ARIA)      | 1         |
| Østrig                 | 1         |
| Belgien (Flanderen)    | 1         |
| Belgien (Vallonien)    | 1         |
| Holland (Dutch Top 40) | 1         |
| Frankrig (SNEP)        | 1         |
| Sverige                | 1         |
| Schweiz                | 1         |
| USA Billboard Hot 100  | 13        |

| Land                    | Certifikation |
| ----------------------- | ------------- |
| Australien (ARIA)       | 2x Platin     |
| Østrig IFPI Österreich) | Guld          |
| Belgien                 | 3x Platin     |
| Frankrig (SNLP)         | Diamant       |
| Tyskland (BVMI)         | 4x Platin     |
| Japan                   | Guld          |
| Holland                 | 2x Platin     |
| Norge (IFPI Norge)      | 2x Platin     |
| Sverige                 | 2x Platin     |
| Schweiz (IFPI Schweiz)  | 2x Platin     |
| Storbritannien (BPI)    | 2x Platin     |
| USA (RIAA)              | Guld          |